# سسارئو گونسالس
سِـسارئو گونسالس (اسپانیایی: Cesáreo González‎؛ ‏ ۲۹ مهٔ ۱۹۰۳ – ۲۰ مارس ۱۹۶۸) تهیه‌کننده فیلم اهل اسپانیا بود.
او در تهیهٔ بیش از ۱۰۰ فیلم سینمایی مشارکت داشت و در فیلم‌هایش از چهره‌های مستعد محلی همچون ماریا فلیکس، پپه ایگلسیاس، خوسه‌لیتو استفاده می‌کرد.
از فیلم‌های او می‌توان به زنده‌باد عروس و داماد اشاره کرد.